# Иванов, Гавриил Афанасьевич
Гавриил Афанасьевич Иванов (1826—1901) — русский филолог-классик, профессор, декан исторического факультета и ректор Московского университета. Тайный советник.

## Биография
Происходил из семьи обер-офицера. С 1839 года учился в 1-й Московской гимназии, окончив которую в 1846 году, поступил на историко-филологическое отделение философского факультета Московского университета. Университетский курс окончил со степенью кандидата в 1850 году. Служил чиновником канцелярии московского обер-полицмейстера (с 27 октября 1853), затем был учителем латинского языка Одесской гимназии при Ришельевском лицее (1854).
С 1859 года — сторонний преподаватель латинского языка, затем исполняющий должность адъюнкта кафедры римской словесности (1860), экстраординарный (с мая 1872) и ординарный (с декабря 1872) профессор Московского университета. Будучи образцовым знатоком латинской и русской стилистики, он обращал главное внимание на точную и художественную передачу древних авторов при переводе на русский язык.
С 1884 года — секретарь, а в 1885—1887 годах — декан историко-филологического факультета университета. С целью прекратить студенческие беспорядки был назначен в сентябре 1887 года ректором университета. После отставки в ноябре 1893 года был удостоен высочайшей благодарности «за усердное и вполне согласное с истинною пользою… исполнение им обязанностей ректора». В 1894—1899 годах вновь был деканом историко-филологического факультета.
С 1885 года — заслуженный профессор Московского университета; с 1890 года — почётный член Московского университета.
Одновременно с преподаванием в университете работал в лицее в память цесаревича Николая: преподаватель латинского языка (1868—1886), директор (1868—1870), заведующий педагогической частью (1878—1882), член правления (с 1882), почётный член (с 1892).
Среди работ Г. А. Иванова — опубликованный в виде билингвы перевод (с древнегреческого) музыкального-теоретического трактата Клеонида. Кроме перевода Иванов опубликовал обширный научный комментарий к этому древнему тексту, обнаруживающий глубокое знание других античных источников (прежде всего, «Элементов гармоники» Аристоксена и «Гармоники» Птолемея); перевёл «Orator» Цицерона, язык которого лёг в основу многих его синтаксических и стилистических исследований. Написал статью о жизни и сочинениях Страбона. По предложению В. К. Цераского перевёл трактат Плутарха «О лице, видимом на диске луны». Иванов также знал теорию и историю музыки, особенно церковной; участвовал в деятельности «Общества любителей церковного пения». Г. А. Иванов состоял действительным членом Московского археологического общества (с октября 1891).
Был произведён в действительные статские советники 30 января 1881 года, в тайные советники — 1 января 1890 года. Был награждён орденами: Св. Владимира 3-й ст. (1878), Св. Станислава 1-й ст. (1883), Св. Анны 1-й ст. (1887).
Умер от воспаления лёгких. Похоронен на Ваганьковском кладбище (1 уч.).

## Личная библиотека
В 1902 году личная библиотека Г. А. Иванова была поднесена в дар Московскому университету его наследниками племянниками К. И. и Л. И. Ивановыми — около 1800 томов книг греческих и римских авторов, изданий по истории музыки, астрономии. В настоящий момент библиотека профессора хранится в Отделе редких книг и рукописей Научной библиотеки МГУ имени М. В. Ломоносова.